# Samuel Grodziecki
Samuel Grudziecki (Grodziecki) herbu Dryja – poseł na sejm 1611 roku z województwa kaliskiego i poznańskiego.
Był katolikiem, na sejmie 1611 roku został deputatem do roztrząsania sporów religijnych.